# Sławomir Barul
Sławomir Barul (* 28. August 1964 in Opoczno) ist ein ehemaliger polnischer Radrennfahrer und nationaler Meister im Radsport.

## Sportliche Laufbahn
Barul war im Querfeldeinrennen (heutige Bezeichnung Cyclocross) und im Mountainbikesport aktiv. Er war Teilnehmer der Olympischen Sommerspiele 1996 in Atlanta. Dort belegte er im Mountainbikerennen den 36. Platz. 1989, 1991 und 1993 bis 1995 gewann er die nationale Meisterschaft im Querfeldeinrennen. Vizemeister wurde er 1992. Im Mountainbikesport wurde er von 1994 bis 1996 Landesmeister.
Bei den Cyclocross-Weltmeisterschaften 1988 wurde er 22., 1989 16., 1990 29., 1991 27., 1992 23., 1993 22. – immer bei den Amateuren. Im Eliterennen 1994 wurde er 50. und 1995 49.